# Långholmen (vid Pörtnor, Pyttis)
Långholmen, finska: Langholma, är en ö i Finland. Den ligger i Finska viken och i kommunen Pyttis i landskapet Kymmenedalen, i den södra delen av landet. Ön ligger omkring 22 kilometer väster om Kotka och omkring 89 kilometer öster om Helsingfors.
Öns area är 1,8 hektar och dess största längd är 500 meter i nord-sydlig riktning.